# Алиев, Исмаил Абдураупович
Исмаил Абдураупович Алиев (16 июня 1988, Махачкала, Дагестанская АССР, РСФСР, СССР) — российский спортсмен, специализируется по ушу и рукопашному бою, чемпион Европы и России по ушу-саньда, победитель Всемирных игр боевых искусств, призёр чемпионатов мира. 

## Спортивная карьера
Ушу-саньда занимается с 2002 года в махачкалинском спортивном клубе «Аманат». Занимается под руководством Абдуллы Магомедова. В 2008 году стал чемпионом Европы. В сентябре 2010 года в Пекине стал серебряным призёром первых Всемирных игр боевых искусств. В октябре 2011 года стал серебряным призёром чемпионата мира. В октябре 2013 года в Санкт-Петербурге стал победителем Всемирных игр боевых искусств. 28 марта 2014 года принимал участие в турнире по ММА «Битве 15», где проиграл Николаю Алексахину. В 2017 году стал бронзовым призёром чемпионата мира в Казани.

## Спортивные достижения
- Чемпионат России по ушу 2008 — ;
- Чемпионат Европы по ушу 2008 — ;
- Чемпионат мира по ушу 2009 — ;
- Чемпионат Европы по ушу 2010 — ;
- Всемирные игры боевых искусств 2010 —
- Чемпионат мира по ушу 2011 — ;
- Всемирные игры боевых искусств 2013 —
- Чемпионат мира по ушу 2017 — ;

## Личная жизнь
В 2004 году окончил среднюю школу № 26 в Махачкале. В 2007 году окончил махачкалинский промышленно-экономический колледж. После чего окончил дагестанский филиал Российского государственного университет туризма и сервиса. Младший брат мастера по ушу чемпиона Европы Султана Алиева, брат Арсена Алиева, также мастера по ушу.